# Knölig flarnlav
Knölig flarnlav (Hypocenomyce caradocensis) är en lavart som först beskrevs av Leight. ex Nyl., och fick sitt nu gällande namn av P. James & Gotth. Schneid. Knölig flarnlav ingår i släktet Hypocenomyce och familjen Ophioparmaceae.  Arten är reproducerande i Sverige. Inga underarter finns listade i Catalogue of Life.